# François Magendie

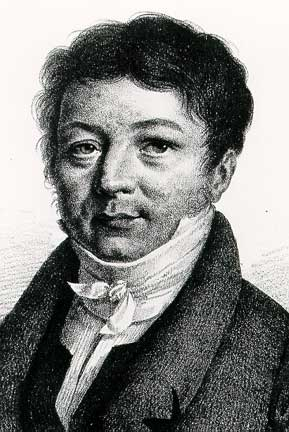
François Magendie, 1822

François Magendie (frɑ̃ˈswa maʒɑ̃ˈdi) (* 6. Oktober 1783 in Bordeaux; † 7. Oktober 1855 in Sannois (Val d’Oise) bei Paris) war ein französischer Mediziner, Anatom und Physiologe. Er gehörte der École de Paris an und gilt als bedeutendster Experimentalphysiologe am Anfang des 19. Jahrhunderts sowie als einer der Vorreiter der modernen Arzneimitteltherapie.

## Leben
François Magendie war der Sohn von Marie Nicole de Perey und Antoine Magendie († 1813), einem politisch aktiven Wundarzt. Er wuchs mit seinem jüngeren Bruder Jean-Jacques Magendie gemäß Rousseaus Vorstellungen in völliger Freiheit zunächst in Bordeaux auf. Im Jahre 1791 zieht die Familie Magendie nach Paris. Marie Nicole de Perey starb im Jahre 1792 an einem akuten Leiden, als beide Brüder noch klein waren. Ihr Vater Antoine heiratete erneut. François besuchte die Volksschule, École élémentaire, wo er rasche Fortschritte macht. Im Jahre 1799, also mit 16 Jahren, wurde er an der École de santé zugelassen. 1803 wurde er als Medizinstudent am Hôpital Saint-Louis aufgenommen. Er arbeitete sich als Student am Hôtel-Dieu de Paris unter dem Chirurgen und Anatomen Alexis de Boyer (1757–1833), einem Freund des Vaters, intensiv in die Anatomie und Obduktionstechnik ein. 1807 wurde er offizieller Ausbilder an der École de médecine und unterrichtete dort Anatomie und Physiologie. Im gleichen Jahr wurde er Assistent für Anatomie und Physiologie an der École de médecine.
Am 24. März 1808 wurde er zum Docteur en médecine promoviert. Er verteidigte folgendes Thema: Essai sur les usages du voile de palais avec quelques propositions sur la fracture du cartilage des côtes. Er wurde 1811 zum Demonstrator für Anatomie an der Faculté de Médecine in Paris benannt. Diese Lehrtätigkeit erfüllte er dort für drei Jahre. Neben der Anatomie lehrte er auch Physiologie und Chirurgie. Er sei ein geschickter Chirurg gewesen und führte seine Operationen an der École Pratique aus. Von Magendie war bekannt, dass er ein rüdes und unhöfliches Verhalten an den Tag legen konnte. Dies habe zu Konflikten mit anderen Kollegen geführt, so etwa François Chaussier (1746–1828), einem Professor für Anatomie, der sich an der Pariser Ecole de santé für die Aufhebung der Trennung von Medizin und Chirurgie eingesetzt hat. Ferner habe der berühmte Professor der Chirurgie Guillaume Dupuytren (1777–1835), in Magendie einen gefährlichen Rivalen gesehen und habe auch öffentlich gegen ihn Position bezogen.
Im Jahre 1813 trat Magendie von seiner Stellung als Lehrer der Anatomie an der Fakultät zurück und begann in einer privaten Praxis tätig zu werden. Dennoch führte er im Privaten seine Lehrtätigkeit  in der Physiologie fort. 1818, nach intensivem Wettbewerb unter den Kandidaten, wurde er in das Bureau Central des Hôpitaux Parisiens beordert. Im Juni 1821 wurde er Herausgeber der ersten Ausgaben des Journal de Physiologie expérimentale, später umbenannt in Journal de Physiologie et pathologique expérimentale. Es war die erste Publikation dieser Art in Frankreich. Während einer Reise nach England im Jahre 1824, wo er Gast von William Hyde Wollaston war, führte er mehrere öffentliche Demonstrationen seiner Methode zur experimentellen Unterbindung der Hirnnerven von lebenden Hunden vor. Dies führte dort auch zu anti-vivisektionistischen Protesten. Ab 1826 praktiziert er als Arzt am Hôpital de la Salpêtrière.
Im Jahr 1830 heiratete er die junge Witwe Henriette Bastienne de Puisaye und wurde auf diese Weise Eigentümer eines Grundstücks in Sannois, einer Gemeinde im Département Seine-et-Oise, unweit von Versailles. Henriette Bastienne de Puisaye war zuvor mit Nicolas-Théodore Audinot-d’Aussy (1777–1826), einem Theaterdirektor, verheiratet.

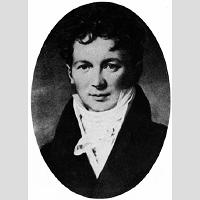
François Magendie

Im Jahr 1831 wurde er Professor für Medizin und 1836 Professor der Physiologie und allgemeinen Pathologie am Collège de France in Paris. 1821 wurde er Mitglied und 1837 Präsident der Pariser Akademie der Wissenschaften. Als einer der führenden Pariser Mediziner kamen auch aus dem Ausland Schüler zu ihm. Einer seiner wichtigsten Schüler war der Physiologe Claude Bernard. In seinen Vorlesungen über das Blut, die im Jahre 1839 zusammen mit Joseph G. Funel veröffentlicht wurden, schreibt er:

„Un médecin qui n’a pas appelé à son aide la chimie, la physique, qui ne s’est pas livré à l’art difficile des expériences sur les animaux, etc. – et beaucoup sont dans ce cas – ce médecin, dis-je, ne voit souvent dans une réunion de malades que des gens plus ou moins souffrants, des moribonds, des convalescents.“

„Ein Mediziner, der nie die Chemie und die Physik zur Hilfe nimmt, der nicht die schwierige  [ärztliche] Kunst mit Tierexperimenten etc. kennt – und für viele ist dies der Fall – dieser Arzt sage ich, sieht oft in einer Anzahl von Kranken nur mehr oder weniger Leidende, Sterbende oder Genesende.“

## Wissenschaftliche Arbeit
Das Anliegen von Magendie war, dass die allgemeinen Vorstellungen über die Phänomene der lebenden Körper, also der meisten physiologischen Tatsachen, durch Experimente überprüft werden müssen. Er ist einer der wichtigen Forscher im Bereich der Experimentalphysiologie:

„En physiologie comme dans toutes les sciences physiques il ne faut point chercher à devancer l’expérience. Ne serait-ce que dans l’intérêt de votre amour-propre, vous ferez toujours bien d’appuyer vos assertions sur des preuves expérimentales; sans quoi votre savoir restera dans une sorte d’état provisoire, jusqu’au moment où il aura reçu la sanction de l’expérience.“

„In der Physiologie, wie in allen anderen physikalischen Wissenschaften, darf man die Grenzen des Beobachtbaren nicht überschreiten.
Wenn es nicht bereits in ihrem besonderen Interesse läge, so täten Sie doch gut daran, alle ihre Behauptungen auf experimentellen Beweisen abzustützen. Ohne sie verbliebe Ihr Wissen nur in einer Art vorläufigem Zustand, bis zu dem Zeitpunkt, an dem es durch die Beobachtung bestätigt werden wird.“

Ein Teil seines wissenschaftlichen Denkens entstand in der Auseinandersetzung mit den vitalistischen Positionen etwa um Xavier Bichat (1771–1802). In seinen Experimenten und Schlussfolgerungen arbeitete er auf dem Boden eines methodologischen Reduktionismus.
Die Physik und Chemie waren für ihn „echte“, eben experimentelle Wissenschaften. Die Physiologie muss – so seine Sicht – neu konstituiert werden, ausschließlich mit Hilfe des Experiments auf naturwissenschaftlichen Grundlagen.

### Pharmakologisches
Magendie führte experimentelle Methoden in die Pharmakologie, Physiologie und Pathologie ein. Er sprach sich gegen die überlieferten medizinischen Systeme aus. Grundlage seiner wissenschaftlichen Erkenntnisse sollten allein die Beobachtungen im Tierversuch sein, ohne jegliche Interpretation. Er war der Begründer der tierexperimentellen Physiologie in Frankreich bzw. einer experimentell-naturwissenschaftlich begründeten  Medizin und führte auch zahlreiche Vivisektions-Experimente durch. In seinen pharmakologischen Studien entdeckte und isolierte er
eine Vielzahl neuer Alkaloide und führte diese in die Therapie ein. Er war bestrebt, aus den Drogen möglichst die Wirkstoffe zu isolieren. So hatte er 1817, zusammen mit Pierre Joseph Pelletier (1788–1842), aus der Ipecacuanhawurzel das Alkaloid Emetin isoliert, einem Isochinolin-Alkaloid.
Darüber hinaus analysierte er erstmals die physiologischen Wirkungen der Alkaloide Strychnin und Chinin.
Bei seinen Arbeiten stellte er fest, dass Extrakte der Pflanzenteile besser als Arzneimittel verwendet werden können als die Pflanzenteile selbst, da bei den Extrakten weniger Wirkstoffschwankungen auftreten.

### Anatomisches
Zu seinen wichtigsten morphologischen Entdeckungen gehören der Liquor cerebrospinalis und seine Verbindungswege. Im Jahr 1825 hatte er die Kommunikation der inneren Liquorräume zum Subarachnoidalraum nachgewiesen. Der Liquor cerebrospinalis füllt die inneren und äußeren Hohlräume des zentralen Nervensystems aus, er umgibt das Gehirn und Rückenmark mit einem Flüssigkeitsraum.
Dabei werden Hirnkammern (Ventriculi cerebri) beschrieben – der 1. und 2. Ventrikel (Seitenventrikel), der 3. Ventrikel (unpaar im Zwischenhirn (Diencephalon)) und der 4. Ventrikel, der im Rautenhirn gelegen ist. Ferner gibt es die sogenannten Zisternen (Cisternae subarachnoideae), also Erweiterungen des Subarachnoidalraumes. Die Verbindung des 1. und 2. Ventrikels mit dem 3. Ventrikel wird durch ein Foramen interventriculare gewährleistet, und die des 3. und 4. Ventrikels durch den Aquaeductus cerebri (Sylvii).
Die mediane Verbindung oder Apertur einer größeren Zisternae, der Cisterna cerebromedullaris, mit dem 4. Ventrikel (Ventriculus quartus cerebri) wiederum trägt als unpaare Verbindung den Namen ihres Entdeckers  Foramen Magendii.
Außerdem trägt eine bestimmte Schielstellung der Augen (Strabismus), das Hertwig-Magendie-Syndrom, seinen Namen.

### Physiologisches
1822 bestätigte er die Entdeckung von Charles Bell  (1774–1842), dass die ventralen Spinalnervenwurzeln (Radix ventralis motoria) des Rückenmarks (Medulla spinalis) motorische und die dorsalen Spinalnervenwurzeln sensorische Funktionen (Radix ventralis sensoria) haben (Bell-Magendie-Gesetz).
Für seine Experimente benutzte er acht junge Hunde. Er durchtrennte zunächst auf der einen Seite alle lumbalen und sakralen Vorderwurzeln und dann auf der gegenüberliegenden Seite die Hinterwurzeln. Die Folge war, dass nach der Durchtrennung aller ventralen Wurzeln eine totale Lähmung (Paralyse) des Beines auftrat, während auf der kontralateralen Seite eine Bewegung weiterhin möglich war, aber das Tier dort unempfindlich gegen z. B. schmerzhafte Stimuli wurde. Damit wurde der Beweis erbracht, dass die Vorderwurzeln eine motorische Funktion und die Hinterwurzeln eine sensorische Funktion haben.
Auch lieferte er den ersten Beweis über die Rolle des Kleinhirns  bei der Aufrechterhaltung des Gleichgewichts  im Organismus. Im Jahre 1824 beobachtete er die Kreisbewegung mouvement de manège, die bei einem Kaninchen auftraten, dessen Kleinhirnstiel (Pedunculus cerebellaris) gezielt durchtrennt wurde.
Im Jahre 1823 produzierte er experimentell eine Dezerebrationsstarre oder auch Enthirnungs-Körperhaltung. Durch die Enthirnung eines Wirbeltieres überwiegen die tonischen statischen Haltungsreflex-Mechanismen in den gegen die Schwerkraft gerichteten Muskeln, auch als Streckmuskeln bezeichnet. Bei Hunden, Katzen u. a. verursacht echte Dezerebrierung eine Starre der Strecker aller vier Extremitäten.
Magendie entwickelte in Zusammenarbeit mit Jean Léonard Marie Poiseuille (1797–1869) ein experimentelles Modell und Gerät, sphygmomètre, zur Blutdruckmessung bei Tieren, das er im Jahre 1838 anwendete. Er beeinflusste damit u. a.  Etienne-Jules Marey (1830–1904) in Paris.
Mit diesem Sphygmomanometer führten sie arterielle Druckmessungen durch und zeigten welche hämodynamische Rolle die Elastizität der großen Arterien spielte.
Nach einer Vielzahl von Messungen an den verschiedensten Blutgefäßen wandte Magendie das sphygmomètre im Jahr 1840 auch auf das Ventrikelsystem des Gehirns an, um den Druck der Gehirn-Rückenmarks-Flüssigkeit (Liquor cerebrospinalis) zu messen.
Magendie führte, wie auch viele andere zeitgenössische Forscher (etwa Claude Bernard), einen Teil seiner Studien am vivisezierten Tiermodell durch.

### Infektiologisches
Magendie irrte in der Annahme, dass die Cholera und auch das Gelbfieber nicht ansteckend seien. In dieser Zeit, um 1831, ging er als Vorsitzender des Beirats für öffentliche Hygiene (présida le comité consultatif d’hygiène publique) nach England, um dort eine Cholera-Epidemie zu studieren. Nach seiner Rückkehr nach Paris bekämpfte er sie dort ebenso und entwickelte eine symptomatische Behandlung. Aber er behauptete fest, dass die Cholera nicht ansteckend sei und wandte sich deshalb auch gegen Quarantäne-Maßnahmen.
Obgleich er bei diesen  Erkrankungen dem anti-kontagiösen  Lager angehörte, hatte er dennoch einen positiven Beitrag zum Studium der Infektion gemacht. So wies er experimentell nach, dass der Speichel von tollwütigen Hunden ein ansteckendes Prinzip enthielt.

### Magendie und der Ether
Ein weiterer Fehler war das beharrliche Nichterkennen und die Ablehnung des Ethers (Diethyl-Ether) zur Anästhesie  und in der chirurgischen Praxis seit dem 16. Oktober 1846 (Ether Day).

## Schriften
- Recherches physiologiques et cliniques sur l’emploi de l’acide prussique ou hydio-dynamique dans le traitement des maladies de potrine et particulièrement dans celui de la phthisie pulmonaireParis, Méquignon-Marvis, 1819. Deutsch: Physiologische und clinische Untersuchungen über die Anwendung der Blausäure in den Krankheiten der Brust u. bes. in der Lungenschwindsucht, übersetzt von Ludwig Cerutti, Baumgärtner, Leipzig 1820.
- Leçons sur les phénomènes physiques de la vie. Deutsch: Vorlesungen über die physikalischen Erscheinungen des Lebens, übersetzt von Baswitz, Du Mont-Schauberg, Köln
- Vorlesungen über das Blut, Esther von Krosigk (Hrsg.), VDM Verlag Dr. Müller, Saarbrücken 2007, ISBN 978-3-8364-0885-1.
- Formulaire pour la préparation et l’emploi de plusieurs nouveaux médicamens. Tels que la noix vomique, la morphine, l‘acide prussique, la strychnine, la vératine, les alcalis des quinquinas, l’iode, etc., etc. par F. Magendie, Membre de l’Académie royale de médecine, Médecin du Bureau central d’administration aux hôpitaux et hospices de Paris, etc., etc. Paris : Méquignon-Marvis 1821.

- Vorschriften für die Bereitung und Anwendung einiger neuen Arzneimittel als der Krähenaugen, des Morphins, der Blausäure ... der Jodine u. m. a : a. d. Franz. Leop. Voß, Leipzig 1822 Digitalisierte Ausgabe der Universitäts- und Landesbibliothek Düsseldorf
- 2., nach d. 2. Auflage. d. Orig. verb. und verm. Aufl. - Leipzig : Voß, 1823. Digitalisierte Ausgabe
- Formulary for the preparation and mode of employing several new remedies. Underwood, London 1824 Digitalisierte Ausgabe der Universitäts- und Landesbibliothek Düsseldorf
- Formulary for the preparation and employment of several new remedies : namely, resin of nux vomica, strychnine, morphine, hydrocyanic acid, preparations of cinchona, emetine, iodine, piperine, chlorurets of lime and soda ... übersetzt von Joseph Houlton. Underwood, London 1828 Digitalisierte Ausgabe der Universitäts- und Landesbibliothek Düsseldorf
- 6., von Neuem verb. u. verm. Aufl. - Leipzig 1831 Digitalisierte Ausgabe
- A Formulary for the Preparation and medical : administration of certain new Remedies. Churchill, London 1835 Digitalisierte Ausgabe der Universitäts- und Landesbibliothek Düsseldorf
- Leçons sur les Fonctions et Les Maladies du Système Nerveux. 2 Bände. Paris 1840–1841.
- Mémoire sur un liquide qui se trouve dans le crâne et le canal vertébral de l’homme et des animaux mammifères. In: Journal de Physiologie expérimentale et pathologique. Band 5 , 1825, S. 66 ff.
- Note sur deux nouvelles espèces de gravelle. In: Journal de physiologie expérimentale et pathologique. Band 6, 1826.